# فهرست بلندترین پل‌ها در ایران
فهرست بلندترین پل‌ها به ترتیب ارتفاع در ایران
| رتبه | نام سازه                   | مکان          | ارتفاع (متر) | تصویر |
| ---- | -------------------------- | ------------- | ------------ | ----- |
| ۱    | پل غدیر اهواز              | اهواز         | ۸۱           |       |
| ۲    | پل لالی                    | لالی          | ۷۵           |       |
| ۳    | پل سه بلوطک                | ایذه          | ۶۸           |       |
| ۴    | پل کابلی ولی‌عصر            | شیراز         | ۶۳           |       |
| ۵    | پل اتحاد ملی               | تبریز         | ۴۷           |       |
| ۶    | پل کابلی داراب             | ساری          | ۴۴           |       |
| ۷    | پل طبیعت                   | تهران         | ۴۰           |       |
| ۷    | پل ابریشم                  | تهران         | ۴۰           |       |
| ۹    | پل دسترسی به برج میلاد     | تهران         | ۳۸           |       |
| ۱۰   | پل کابلی امام حسین         | مشهد          | ۳۷           |       |
| ۱۱   | پل میان‌گذر دریاچه ارومیه   | دریاچه ارومیه | ۲۵           |       |
| ۱۲   | پل شهدای شش بهمن           | آمل           | ۱۹           |       |
| ۱۳   | پل کابلی عابر پیاده بابلسر | بابلسر        | ۱۸           |       |
| ۱۴   | پل معلق بابلسر             | بابلسر        | ۱۶           |       |
| ۱۵   | پل سفید اهواز              | اهواز         | ۱۵           |       |